# 望月駅
望月駅（マンウォルえき）は大韓民国光州広域市北区にかつて存在した、朝鮮総督府鉄道光州線の駅である。

## 歴史
- 1922年12月1日 - 開業[1]。
- 1944年6月15日 - 廃止[2]。